# Aceña (Burgos)
Aceña es una localidad española del municipio de Jurisdicción de Lara, perteneciente a la provincia de Burgos, en la comunidad autónoma de Castilla y León.

## Toponimia
El topónimo deriva del árabe السانية (as-Sānīa, «la aceña» o «la noria»).

## Geografía
En el antiguo alfoz de Lara, al sur de la  sierra de la Demanda y al norte de la sierra de Las Mamblas, a 20 km de Salas de los Infantes, cabeza de partido, y a 33 km de Burgos. Comunicaciones: Autobús Burgos-Tinieblas, con parada a 12 km.

## Historia
Lugar   de la Jurisdicción de Lara,  en el partido de Can de Muñó, jurisdicción de realengo, con alcalde pedáneo.
A la caída del Antiguo Régimen quedó agregado al ayuntamiento constitucional de Jurisdicción de Lara, en el partido de Salas de los Infantes perteneciente a la región de Castilla la Vieja. 
A mediados del siglo XIX, el lugar tenía contabilizada una población de 42 habitantes. Aparece descrito en el primer volumen del Diccionario geográfico-estadístico-histórico de España y sus posesiones de Ultramar de Pascual Madoz de la siguiente manera:

ACEÑA: l. en la prov., aud. terr., c. g. y dióc. de Burgos (6 leg.), part. jud. de Salas de los Infantes (3), ayunt. de Lara. Sit. en terreno montuoso de libre ventilacion y clima, aunque húmedo y frio, bastante sano: tiene 13 casas de mediana construccion, 4 molinos harineros y dos batanes que únicamente se mueven durante el invierno: la igl. parr., dedicada á Sta. Maria de los Valles y sufragánea de la de Lara está servida por un teniente de cura, que reside en Campo-Lara. Confina el term. por N. con el de Villoruebo, por E. con el de Campo Lara, por S. con el de Lara y por O. con el de La Vega de Lara. El terreno es fragoso, cubierto de rocas donde se cria considerable número de robles, encinas, brezos y enebros con abundancia de pastos para el ganado; en varios puntos, manan fuentes de buenas aguas, que aprovechan los naturales para distintos objetos: la tierra de cultivo es sumamente fértil. Prod. trigo, cebada, cáñamo, patatas, garbanzos, hortaliza y delicadas frutas; ganado vacuno, mular, de cerda, lanar y cabrio: ind. la de elaborar carbon que venden en Burgos y otros pueblos. Pobl. 14 vec.: 42 alm.: Contr. con el ayunt. (V.)
(Madoz, 1845, p. 70)